# Aliskérovo
Aliskérovo (en rus, Алискерово) és un possiólok al districte autònom de Txukotka, a Rússia. La vila fou fundada el 1961 i fou batejada en honor del geòleg rus Aziz Aliskérov, que tingué un paper important en la descoberta i en la cartografia dels recursos naturals de Txukotka. El 1968 Aliskérovo ja tenia 2.300 habitants, però el 1999 les mines de la regió es tancaren, i la vila quedà pràcticament despoblada, com moltes altres de la regió de Txukotka.